# Stone Cold (Demi Lovato)
Stone Cold è un brano della cantante statunitense Demi Lovato, pubblicato il 9 ottobre 2015 come terzo singolo estratto dall'album Confident. Stone Cold è stato mandato nelle contemporary hit radio il 6 febbraio 2016. Il video conta  131 milioni di visualizzazioni.

## Classifiche
| Classifica (2015) | Posizione massima |
| ----------------- | ----------------- |
| Canada            | 57                |
| Stati Uniti       | 102               |
| Stati Uniti (pop) | 36                |